# The Souvenir
The Souvenir è un film del 2019 scritto e diretto da Joanna Hogg.
Il titolo è un riferimento all'omonimo dipinto del pittore rococò Jean-Honoré Fragonard, citato nel film dai due protagonisti.

## Trama
Negli anni '80, Julie è una studentessa inglese di cinema che condivide l'appartamento con dei compagni di classe. Incontra Anthony, un uomo che lavora al Foreign Office e che si trasferisce da lei dopo la partenza dei suoi coinquilini, cominciandovi una relazione. Anthony si rivela però un partner molto esigente. Tornato da un viaggio a Parigi, le fa indossare della lingerie che le aveva comprato: mentre sono a letto, Julie nota dei segnetti sull'incavo del suo braccio di cui Anthony dichiara di non conoscere la natura. Anthony continua a chiederle regolarmente dei soldi e, dovendo badare a tutte le loro spese, Julie si ritrova costretta a prendere in prestito denaro dai suoi genitori.

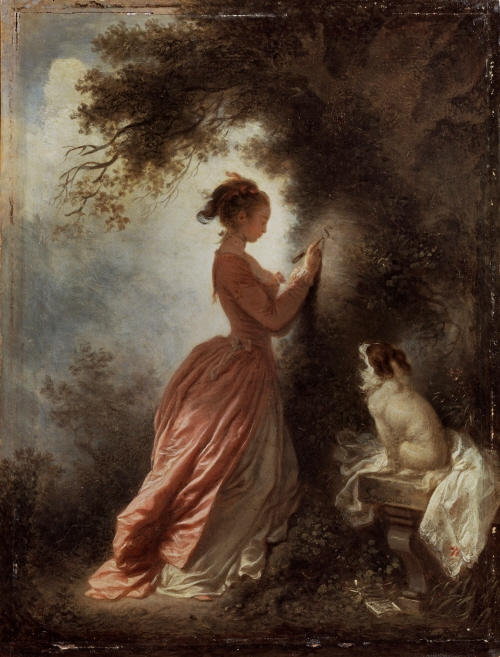
Jean-Honoré Fragonard, Donna che incide il suo nome su un albero o The Souvenir, 1775-1778.

Durante una cena con degli amici comuni, Julie scopre per caso che Anthony fa uso abitualmente di eroina, ma, nonostante lo shock, decide di non affrontare la questione col fidanzato. Un giorno torna a casa per scoprire che è avvenuta un'effrazione e mancano alcuni suoi gioielli. Anthony le chiede di accompagnarlo in uno dei suoi viaggi, stavolta a Venezia, dove Julie scopre che una delle ex-ragazze di Anthony, con cui si era recato proprio a Venezia, vi si è suicidata e che è stato proprio Anthony a inscenare il furto nel loro appartamento dopo aver rubato i gioielli. Julie si arrabbia, ma lui riesce a convincerla di avere avuto delle buone ragioni dietro al suo gesto, che giura essere legato al suo lavoro e non alla sua tossicodipendenza. Julie inizia ad accorgersi di quando Anthony è drogato e si incolpa per la situazione, trascurando la scuola di cinema e cominciando a frequentare un gruppo di sostegno.
Una sera, Julie torna a casa e vi trova uno sconosciuto che Anthony aveva lasciato entrare nell'appartamento. Inoltre, è fortemente debilitata da una malattia che quest'ultimo potrebbe averle attaccato. Dopo aver scoperto che è stato arrestato, Julie chiede ad Anthony di andarsene di casa e, in seguito alla rottura, torna a concentrarsi su sé stessa e sugli studi per la gioia di amici e professori. Si incontra un'ultima volta con Anthony, pulito da un po' di tempo, ma il loro appuntamento è interrotto dai violenti sintomi dell'astinenza. Tempo dopo, Julie viene a sapere che Anthony è stato trovato morto in un bagno pubblico dopo un'overdose.

## Distribuzione
Il film è stato presentato in anteprima al Sundance Film Festival il 27 gennaio 2019. A24 e Curzon Artificial Eye ne hanno poi acquisito i diritti di distribuzione statunitensi e britannici, rispettivamente. Il film è stato distribuito limitatamente nelle sale cinematografiche statunitensi a partire dal 17 maggio 2019, e in quelle britanniche partire dal 30 agosto dello stesso anno.

## Riconoscimenti
- 2019 - Sundance Film Festival[7]
  - Premio della giuria: World Cinema Dramatic
- 2019 - British Independent Film Awards[8]
  - Candidatura per il miglior film indipendente britannico
  - Candidatura per il miglior regista a Joanna Hogg
  - Candidatura per il miglior attore a Tom Burke
  - Candidatura per il miglior esordiente a Honor Swinton Byrne
  - Candidatura per la miglior sceneggiatura a Joanna Hogg
  - Candidatura per il miglior montaggio a Helle le Fevre
  - Candidatura per la miglior scenografia a Stéphane Collonge
  - Candidatura per i migliori costumi a Grace Snell
- 2019 - National Board of Review Awards[9]
  - Migliori dieci film indipendenti
- 2020 - Independent Spirit Awards[10]
  - Candidatura per il miglior film straniero
- 2020 - London Critics Circle Film Awards[11]
  - Miglior film britannico/irlandese
  - Miglior giovane interprete britannico/irlandese a Honor Swinton Byrne
  - Candidatura per il miglior film
  - Candidatura per il miglior attore a Tom Burke
  - Candidatura per la miglior sceneggiatura a Joanna Hogg
  - Candidatura per la migliore attrice non protagonista a Tilda Swinton
  - Candidatura per il miglior attore britannico/irlandese a Tom Burke